# Charles de Vintimille
Charles de Vintimille, marquis du Luc, född 1741, död 1814, var en fransk adelsman. Han var biologisk son till Ludvig XV och Pauline Félicité de Mailly och kallades för Demi-Louis ('Lille Ludvig') på grund av sin visuella likhet med kungen.

## Biografi
Charles de Vintimilles mor avled vid hans födelse, och han blev omhändertagen av sin moster Louise Julie de Mailly. Hans mors make Jean Baptiste de Vintimille erkände formellt faderskapet. Ludvig XV vägrade att öppet erkänna någon av sina illegitima barn eftersom han inte ville följa sin företrädare Ludvig XIV:s exempel, men Charles de Vintimille omtalades allmänt som kungens son; hans mor hade gift sig med Jean Baptiste de Vintimille endast för syns skull, när hon redan hade ett förhållande med kungen, och hade inget samliv med sin make. 
Madame de Pompadour arbetade under 1750-talet för att arrangera ett äktenskap mellan kungens son Charles de Vintimille och hennes egen dotter Alexandrine Le Normant d'Étiolles, men kungen ville inte ge sitt tillstånd. Han undvek av princip att ägna sin son någon uppmärksamhet annat än att han alltid såg till dennas välfärd på avstånd. 
Charles de Vintimille gjorde en militär karriär på Korsika, och blev kapten, löjtnant och guvernör i Porquerolles (1759).